# Francisco Verdugo
Francisco Verdugo (Talavera de la Reina, 1537 - Luxemburgo, 1595) fue un militar e historiador español de destacada participación en la guerra de Flandes.

## Nacimiento
Nacido en 1537 en Talavera de la Reina, se le atribuye el oficio de su madre charcutera, por lo que no corresponde al prototipo de hidalgo español, hijo de la pequeña nobleza carente de fortuna.

## Carrera militar

### Inicios
A los 19 años se enrola con gaje de 4 escudos por mes, en la compañía que su conciudadano Bernardino de Ayala levantó en Talavera. Participa en la batalla de San Quintín, el 10 de agosto de 1557, ciudad francesa atacada por las tropas de Felipe II al mando del primo por parte materna de este, Manuel Filiberto, Duque de Saboya, y a cuya plaza trataba de socorrer el condestable de Montmorency.
Acompañando después de la batalla de San Quintín al conde de Feria en Alemania, pasando por Luxemburgo, se aloja en la casa del gobernador, Pedro Ernesto de Mansfeld, en la villa de Clausen, que le toma a su servicio tras la recomendación del conde de Feria, quedando ya vinculado a su casa desde entonces y llegando a casar con la hija natural de Mansfeld, Dorotea, años después.
Acompañó a Breda a los condes Carlos y Octavio de Mansfeld, hijos del conde Pedro Ernesto de Mansfeld (muerto en Luxemburgo en 1604), dando relevantes pruebas de su talento militar y político. En 1565 acompaña a España a Mansfeld, que recibe el encargo de acompañar a su vez a María de Portugal, prometida de Alejandro Farnesio.

### Capitán de Infantería
Ante la rebelión en los Provincias Unidas de los Países Bajos, se incorpora a una de las compañías levantadas por la gobernadora Margarita de Parma, hermanastra del Rey Felipe II de España e hija del emperador Carlos V, para aplastar la rebelión, otorgándosele el 4 de diciembre de 1566 la patente de capitán de una compañía de soldados valones, dentro del tercio del maestre de campo Cristóbal de Mondragón, con gaje de 25 escudos al mes
La primera misión que recibe, consiste en arrestar a un predicador calvinista en los alrededores de Amberes, disolviendo los congregados a la prédica pública, y amordazando al pastor.
Es sustituida Margarita por orden de Felipe II por el nuevo gobernador Fernando Álvarez de Toledo, Duque de Alba. El 8 de diciembre de 1567, recibe Verdugo una nueva patente de capitán de manos del duque de Alba, formando parte en 1570 de la escolta que conduce a España a la princesa Ana, hija de Maximiliano II y futura esposa de Felipe II.
Bajo las órdenes de Mondragón, tomará parte en la campaña contra los holandeses, quedando un tiempo en la guarnición de Deventer. Durante el sitio de Haarlem (1572-1573) dirigido por Fadrique Álvarez de Toledo, es nombrado sargento mayor por el duque de Alba, tras la proposición de su maestre de campo Mondragón.

### Coronel de Infantería y Almirante de la Escuadra
El 1 de julio de 1573, recibe la patente de coronel de un regimiento de infantería valona, con gaje de 300 florines al mes. Más tarde es nombrado castellano de Haarlem. Tras haber sido hecho prisionero por los holandeses el conde de Bossu en la derrota en la batalla naval de Zuiderzee, el 11 de octubre de 1573, es nombrado comandante de la flota real (o almirante de la Armada de Flandes) en sustitución de aquel.
Estando gran parte de las unidades del ejército de Flandes amotinadas por la falta de pagas, el regimiento de Verdugo no es una excepción. Prueba de ello es la carta que dirige a sus soldados en la guarnición de La Haya el 22 de noviembre de 1574. El 19 de agosto de 1575, gracias a las recomendaciones de Luis de Requesens, se le concede una renta de 500 ducados pagaderos por el Reino de Nápoles.
Tras la muerte del gobernador Requesens, y ante la falta de autoridad real estando gran parte de las tropas amotinadas, se produce en el verano de 1576 una nueva revuelta popular – más virulenta si cabe que la que inició la guerra diez años antes – en la que las tropas y funcionarios españoles son el principal objeto de la ira del vulgo.
Verdugo es apresado en Bruselas y retenido durante ocho días, consiguiendo finalmente refugiarse en Amberes, al tiempo que el 22 de septiembre, los Estados Generales declaran a todas las tropas españolas, estuvieran o no amotinadas, fuera de la ley, pudiendo ser muertos sin previo aviso.
Verdugo participa en el sitio de Amberes, también llamado la Furia Española, ciudad tomada el 4 de noviembre de 1576, por tropas españolas y alemanas; durante el saqueo, que duró varios días, murieron unas 8.000 personas.
El 3 de febrero de 1577, es nombrado gobernador de la villa de Breda, cargo que apenas disfruta, dado que las tropas españolas habían de ser evacuadas a consecuencia del acuerdo con los Estados Generales. Habiendo de entregar la plaza al delegado de los Estados Generales, duque de Arschot, prefiere entregarla en manos de unas compañías alemanas del regimiento del coronel Frundsberg.
El 19 de febrero de 1578, Juan de Austria (1547–1578), hermanastro del Rey Felipe II de España, gobernador de los Países Bajos desde su llegada el 3 de noviembre pasado, le encarga el gobierno de la fortaleza de Thionville, y se le concede el mando de cinco compañías de infantería luxemburguesa.
Asiste después a la batalla de Geombloux, además de recibir la guardia del castillo (gobernador de la plaza o castellano) de Namur. Don Juan de Austria hace que obtenga una nueva renta de 500 ducados (30 de mayo de 1577) como la primera, asignada al reino de Nápoles, lo cual facilita el matrimonio con Dorotea de Mansfelt durante 1578.
Después de asistir al sitio de Maastricht (1579), entrega su regimiento a su cuñado Octave de Mansfeld, dado que la Federation d’Arras estipula la salida de las tropas extranjeras. Verdugo reconduce las tropas españolas a Arlon, donde entrega el mando a Octavio Gonzaga, para dirigirse a Luxemburgo por asuntos propios, donde solicita su baja y su relevo en el gobierno de Thionville, mas es reclamado por Alejandro Farnesio para que acuda a Valenciennes. Allí, el gobernador general le encarga llevar socorro a Georges de Lalaing, conde de Rennenberg, gobernador de Frisia, quien, habiendo traicionado a los Estados Generales, ha devuelto Groninga al rey de España. Aunque la propuesta no le seduce, las instancias hechas por el conde Philip de Lalaing y su hermano el marqués de Renty, le decidieron. Levanta un regimiento de infantería valona y parte hacia Frisia. Habiendo muerto el conde de Rennenberg – 23 de julio de 1581 – se le encarga el gobierno provisional de la provincia, que mantendrá hasta la caída de Groninga, catorce años después.

## Gobernador de Frisia
El que Verdugo, un simple coronel de baja cuna sin patrimonio, acabara ocupando el cargo de gobernador de una provincia, tiene que ver tanto con la falta de personas del país dignas de confianza a ojos de Alejandro Farnesio, como de que las capaces rehusaran el cargo en provincia tan alejada y aislada: une terre d’exil. Aunque el título de gobernador siempre quedará en provisión: jamás se le asignará oficialmente.
Incluían los territorios a su cargo: Frisia, el señorío de Groninga, Ommelanden, Drente, Overijssel y Lingen. Más tarde, su autoridad se extiende a la provincia de Güeldres, y recibe el mando de las ciudades de Zutphen y Deventer, así como de la misma plaza de Maastricht, la cual había sitiado años ha.
Son sus relaciones con las autoridades civiles en todo momento tensas, y con la población, dado que pone en contribución las distintas regiones y villas – pagos para el mantenimiento del ejército ante la escasez de fondos aportados por Bruselas – no lo es mejor.

### Cometido en Frisia
La victoria en la batalla de Noordhorn el 30 de septiembre de 1581, sobre las tropas comandadas por el general inglés John Norreys, le hacen amo de casi toda la provincia de Groninga. Auxiliado por Juan Bautista de Tasis, reconquista en 1582 los castillos de Keppel y Bronckhorst – aunque consigue mantenerlos poco tiempo en su poder – y después acomete la toma de Steenwyck.
Si fracasa ante Lochem, tomará la importante villa de Zutphen el año siguiente (conquistada casi por milagro, como valora Alejandro Farnesio: sembrar quasi miracolo.) lo que otorga una posición de dominio sobre el Ijssel, facilitando la toma de Nimega y de Doesburg. El 17 de enero de 1584, el duque de Parma le asigna una ayuda de costa de 1600 florines, unidos a su sueldo de coronel de 300 florines.
Fueron seguidos esos éxitos por la victoria en Amerongen, en el país de Utrecht en 1585, y de la de Boxum, cerca de Leeuwarden, en 1586. En 1588 auxilia al conde de Chimay en la toma de Bonn.

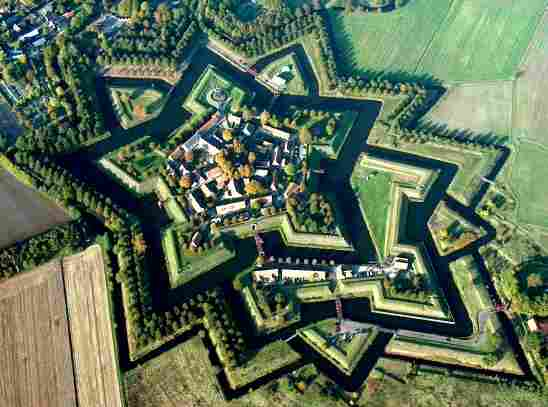
Fortaleza de Bourtange en el oriente de la provincia de Groninga.

A partir de 1590, no obstante, comenzaron los reveses. Farnesio dirigirá sus tropas a Francia en socorro de la Liga Católica, y los holandeses, viéndose libres del peligro de una invasión en el corazón de su país, emprenderán una serie de acometidas contra el territorio dominado por los españoles. En 1591, ocupan Zutphen, Deventer y Nimega; en 1592 es el turno de Steenwyck y Coevorden. En vano intentará Verdugo impedir que Guillermo Luis de Nassau se asiente en el Dollart – región del estuario del Ems – y que se haga dueño del camino de la Bourtange, fortaleza que dominaba el paso entre Alemania y la ciudad de Groninga.
Intenta recuperar Coevorden, pero ha de levantar el sitio tras seis meses sin poder impedir la ciudad Groninga. Asediada desde el 22 de mayo de 1594, la plaza capitula dos meses más tarde, el 23 de julio, renunciando Verdugo a mantenerse en Frisia.
El nuevo gobernador de los Países Bajos, el cardenal archiduque Ernesto de Austria, llama al orden a Verdugo por la pérdida sufrida, y es sustituido por los hermanos de Bergh: Herman en Frisia, Frederic en el país de Güeldres. En compensación, se recomienda que Verdugo, en caso de morir el castellano de Amberes, Mondragón, asuma ese puesto.
Tras la muerte del archiduque Ernesto, el conde de Fuentes asume en ínterin el gobierno de los Países Bajos. Teniendo en consideración a Verdugo, entrega a éste el gobierno de una parte de las tropas que venían de sitiar Huy, así como de las guarniciones de Luxemburgo para hacer frente a la entrada del ejército francés en esta provincia, dirigido por el duque de Bouillon, al cual auxiliaba un contingente holandés. Partiendo el 18 de abril de Marche-en-Famenne, en mayo de 1595 desalojará a los franceses. Retomando las fortalezas ocupadas el año anterior de Carignan, Chauvency-le-Château y La Ferté-sur-Chiers.
Fuentes le ordena entonces hacerse con el mando de las tropas del condestable de Castilla para sitiar Cambrai, pero es Herman de Bergh quien se ocupará de realizar esa misión. Verdugo regresará a la villa de Luxemburgo, donde morirá el 22 de septiembre de 1595, siendo enterrado a costa de su mujer en el convento de Sancti Spiritus de la Orden de Santa Clara en Luxemburgo.

## Matrimonio y descendientes
Contrajo matrimonio con Dorotea de Mansfeld, hija natural de Pedro Ernesto De Mansfeld, en 1578. Dorotea aportará al matrimonio una dote de 5000 taleros (unos 6000 florines) que fueron invertidos en bienes inmuebles y que servirán para la adquisición de la señoría de Schengen, comprada a Jean Bernard de Walbrunn en 1581.
En 1586 murió Dorotea en Groninga, mientras Verdugo se reunía con Farnesio en Grave. Había dado a luz nueve hijos: cinco hembras y cuatro varones, de los cuales dos – un niño y una niña – morirían antes de cumplir el año. Magdalena y Dorotea entrarían en el convento de Agustinas en Talavera. Las otras dos casaron con oficiales del ejército de Flandes: Ana Margarita casó con Antonio de Meneses y Padilla, mientras que Isabel (o Juana) esposó a Francisco Juan de Torres, caballero de Santiago y miembro del Consejo de Nápoles. Sus tres hijos, Juan, Guillermo y Francisco hicieron carrera dentro del ejército. Guillermo y Francisco se distinguieron en la Guerra de los Treinta Años, principalmente Guillermo, que se destacó en la batalla de la Montaña Blanca, adquiriendo ambos rango de condes del Imperio con tierras en Bohemia, donde emparentándose con familias alemanas, permanecerían hasta el fin de sus días.
Tras la muerte de su esposa, envía a sus hijos a Luxemburgo, a la casa de su suegro Mansfeld.